# 山口俊治
山口 俊治（やまぐち しゅんじ、1936年 - ）は、日本の英語学者。翻訳家。元日本医科大学教授・客員教授、元防衛医科大学校・日本獣医畜産大学助教授。元お茶の水女子大学・北里大学講師。元代々木ゼミナール・駿台高等予備校講師。

## 人物
東京大学文学部英文科卒業。日本医科大学では、ティモシー・ミントンとともに教えていた。
『山口英文法講義の実況中継』は語学春秋社の実況中継シリーズの先駆けとしてベストセラーとなり、その後の学習参考書全般に多大な影響を及ぼした。

## 著作

### 大学受験参考書
- 『英単語の合格水準 A・B・Cコース』（語学春秋社）
- 『口語英語の合格水準』(語学春秋社)
- 『英熟語の合格水準』（語学春秋社）
- 『発音・アクセントの合格水準』（語学春秋社）
- 『基本英文読解辞典』『全解英語構文』『総合英文読解ゼミ』(語学春秋社)
- 『山口英文法講義の実況中継 上・下・問題演習』（語学春秋社）
- 『ヒアリングの合格水準』（語学春秋社）
- 『コンプリート高校総合英語』(桐原書店)
- 『おまかせ！英文法・語法問題演習888』 （語学春秋社）
- 『コンプリート高校英語構文』(桐原書店)
- 『英熟語イディオマスター』(語学春秋社)

### 社会人用参考書
- 『日本人英語対話法』(文理書院)
- 『英会話－QR800』（語学春秋社）
- 『ENGLISH FOR YOUR FUTURE』（International Learning Systems)
- 『英会話－AC800』（語学春秋社）
- 『基本からやってみるか英会話』（語学春秋社）
- 『英会話 Make it!』（語学春秋社）
- 『英熟語 Make it!』（語学春秋社）
- 『英文法 TRY AGAIN!』（語学春秋社）
- 『英単語 Make it!』（語学春秋社）
- 『基本英文読解辞典』（語学春秋社）
- 『英語構文全解説』（研究社）

## 翻訳
- サマセット・モーム『人間の絆』（語学春秋社）
- セオドア・ドライサー『アメリカの悲劇』（語学春秋社）
- フレッド・E・アボウ『長生きへのシルクロード』『老人病予防の医学情報』（古橋書店）